# Meredith Monroe
Meredith Leigh Monroe (ur. 30 grudnia 1969 w Houston, w Teksasie) – amerykańska aktorka filmowa i telewizyjna.

## Życiorys
Monroe urodziła się w Houston, w stanie Teksas, jednak wychowywała się w miejscowości Hinsdale w Illinois. Uczęszczała do Millikin University, gdzie była członkinią stowarzyszenia Alpha Chi Omega. Stała się bardziej znana dzięki roli Andie McPhee w serialu młodzieżowym Jezioro marzeń, w którym występowała w latach 1998–2000.

## Wybrana filmografia
- 2000: Historia z domku na prerii (Beyond the Prairie: The True Story of Laura Ingalls Wilder) jako Laura Ingalls
- 2002: Ciąg dalszy historii domku na prerii (Beyond the Prairie: The True Story of Laura Ingalls Wilder Continues) jako Laura Ingalls Wilder
- 2009: Bez wyjścia (Nowhere to Hide) jako Sara Crane
- 2013: Ciche układy (Secret Liaison, TV) jako Samantha Simms